# 福島聡司
福島 聡司（ふくしま さとし、1961年 - ）は、日本のプロデューサー。北海道根室市出身。北海道根室高等学校卒業。

## 経歴
今村昌平監督が主催する横浜映画放送専門学校（現日本映画大学）を卒業。同期には、映画監督の金秀吉、編集技師の太田義則他がいる。
『楢山節考』で現場の製作部として仕事を始める。
プロデューサー藤井浩明の下で経験を積み、藤由起夫監督、永澤俊矢 阿部寛主演の『サンクチュアリ』でプロデューサーとしてデビュー。
その後現場仲間と制作プロダクション、株式会社フェローピクチャーズを立ち上げたが映画「ノルウェイの森」製作途中で退社している。
最近は日本国外との作品も多く、日本では数少ない映画の完成保証（Completion Bondo）会社が承認する信用度の高いプロデューサーである。フリーのプロデューサーとして、日本映画テレビプロデューサー協会の理事を務めているのは珍しい。

## 主な作品

### 映画
- 楢山節考（製作進行・1983年）
- 竹取物語（製作係・1987年）
- ゴジラvsビオランテ（製作係・1989年）
- 香港パラダイス（製作主任・1990年）
- 天河伝説殺人事件（製作担当・1991年）
- ゴジラvsキングギドラ（製作係・1991年）
- ソナチネ（製作主任・1993年）
- 怖がる人々（製作担当・1994年）
- 四十七人の刺客（製作係・1994年）
- サンクチュアリ（プロデューサー・1995年）
- 愛を乞うひと（製作担当・1998年）
- 虹の岬（プロデューサー1999年）
- 学校の怪談 4（製作担当・1999年）
- 秘密（ラインプロデューサー・1999年）
- オーディション（プロデューサー・2000年）
- ムルデカ17805（プロデューサー・2001年）
- 助太刀屋助六（協力プロデューサー・2001年）
- 修羅雪姫（ラインプロデューサー・・2001年）
- 仄暗い水の底から（ラインプロデューサー・2002年）
- 笑う蛙（プロデューサー・2002年）
- OUT（プロデューサー・2002年）
- 陰陽師II（ラインプロデューサー・2003年）
- 油断大敵（プロデューサー・2004年）
- 予言（ラインプロデューサー・2004年）
- 照明熊谷学校（製作・2004年）
- レディ・ジョーカー（プロデューサー・2004年）
- THE JUON/呪怨（ラインプロデューサー・2004年）
- 輪廻（ラインプロデューサー・2005年）
- 呪怨 パンデミック（ラインプロデューサー・2006年）
- 犬神家の一族（ラインプロデューサー・2006年）
- シャッター（ラインプロデューサー・2008年）
- グーグーだって猫である（共同プロデューサー・2008年）
- ノーボーイズ,ノークライ（2009年）
- ゴースト もういちど抱きしめたい（ラインプロデューサー・2010年）
- 雷桜（共同プロデューサー・2010年）
- ノルウェイの森（共同プロデューサー・2010年）
- こちら葛飾区亀有公園前派出所 THE MOVIE 〜勝どき橋を封鎖せよ!〜（プロデューサー・2011年）
- LOVE まさお君が行く!（プロデューサー・2012年）
- 映画 ひみつのアッコちゃん（プロデューサー・2012年）
- 謝罪の王様（プロデューサー・2013年）
- 呪怨 終わりの始まり（共同プロデューサー・2014年）
- るろうに剣心 京都大火編 / 伝説の最期編（プロデューサー・2014年）
- 予告犯（共同プロデューサー・2015年）
- 呪怨 ザ・ファイナル（共同プロデューサー・2015年）
- 女が眠る時（プロダクションスーパーバイザー・2016年）
- 父の結婚（プロデューサー・2016年）
- 貞子vs伽椰子（協力プロデューサー・2016年）
- 秘密 THE TOP SECRET（プロデューサー・2016年）
- 真田十勇士（プロデューサー・2016年）
- 劇場版コード・ブルー　ドクターヘリ緊急救命（ラインプロデューサー・2018年）
- パラレルワールド・ラブストーリー（共同プロデューサー・2019年)
- 地獄少女（アソシエイトプロデューサー・2019年）
- るろうに剣心　最終章 The Final（プロデューサー・2021年）
- るろうに剣心　最終章 The Beginning（プロデューサー・2021年)
- 首（プロデューサー・2023年）